# Doddsville (Mississippi)
Doddsville est une ville américaine située dans le comté de Sunflower, dans le Mississippi.

## Démographie
Selon le recensement de 2020, sa population est de 69 habitants.